# Le Grand-Village-Plage
Le Grand-Village-Plage é uma comuna francesa na região administrativa da Nova Aquitânia, no departamento de Charente-Maritime. Estende-se por uma área de 6,05 km². Em 2010 a comuna tinha 1 073 habitantes (densidade: 177,4 hab./km²).